# Newbridge (Kildare)
Pour les articles homonymes, voir Newbridge.
Newbridge (An Droichead Nua en irlandais) est une ville du comté de Kildare en république d'Irlande.
Newbridge est une ville du centre de l'Irlande. Avec 22 742 habitants en 2016, c'est l'une des plus peuplées de son comté.
La ville est située sur les rives de la rivière Liffey. Elle est délimitée par les plaines de Curragh à l'ouest, Pollardstown Fen (en), et les tourbières Bog of Allen et Moulds au nord-ouest. Autour du Curragh, et à l'est, on trouve un certain nombre de haras. Au sud, l'autoroute M7 forme désormais une limite à la ville.

## Jumelages
- Bad Lippspringe (Allemagne)
- Ocala (États-Unis) depuis 2008[1]
- Argentré-du-Plessis (France) depuis 2017[2]

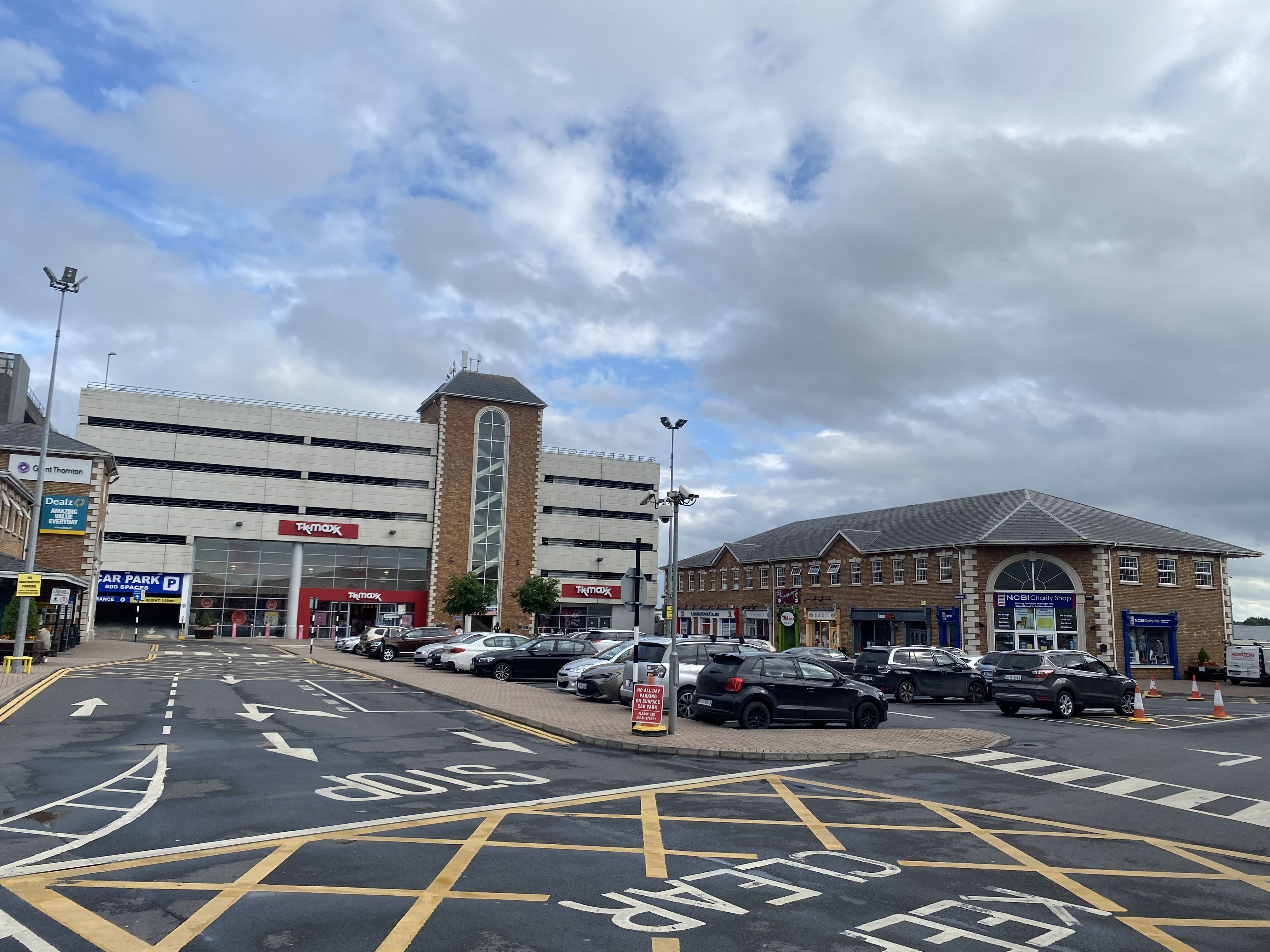
Le centre commercial The Courtyard.
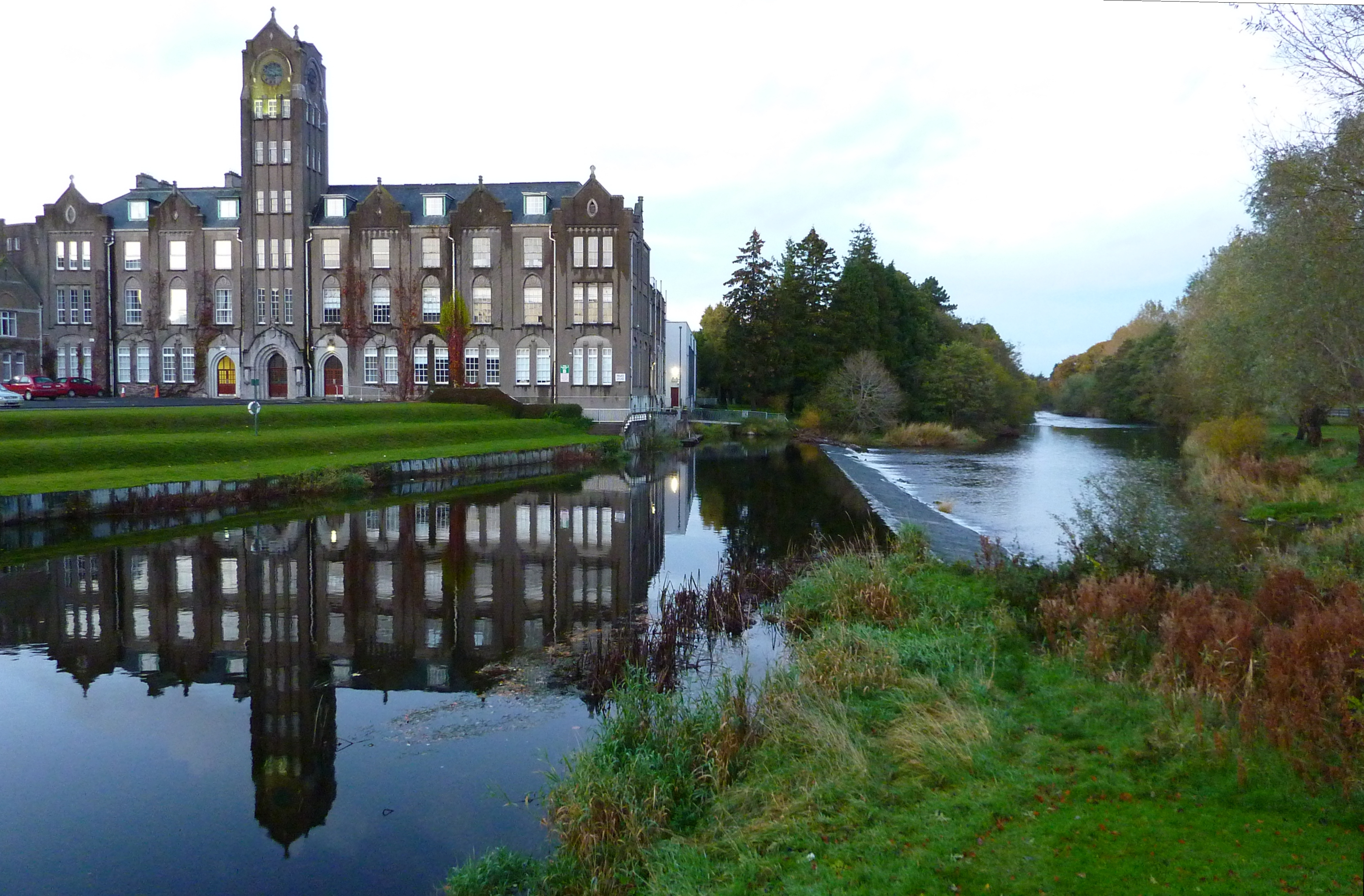
Le Newbridge College et la Liffey.
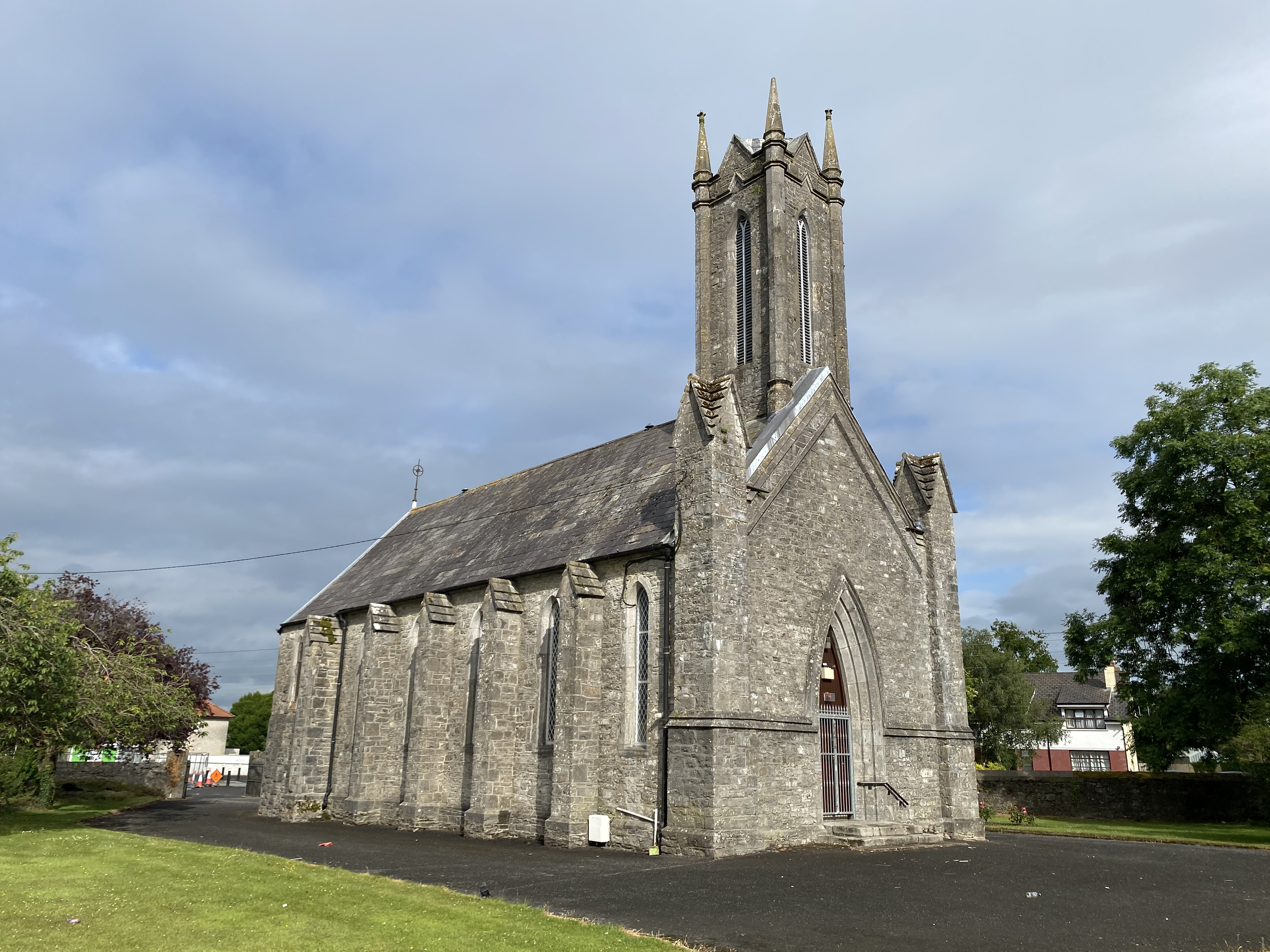
L'église Saint-Patrick de l'Église d'Irlande.

## Personnalités
- Saint Conlaède, qui a vécu en ermite le long de la Liffey.
- Molly Keane (1904-1996), romancière et dramaturge.
- Christy Moore (1945-), guitariste et chanteur folk, cofondateur du groupe de musique Planxty.
- Clare Daly (1968), députée européenne et irlandaise